# 青云
青云（英語：QingCloud）是中国大陆的一家云计算服务提供商。其总部位于北京，在深圳、上海、香港、武汉设有分支机构和研发中心。

## 数据中心
该公司的自营数据中心设于北京、上海、广东、香港，另外在北京、上海、广东、哈尔滨、南京、无锡、烟台、香港设有共营数据中心

## 融资
- 2012年6月，青云完成200万美元的A轮融资，投资方为蓝驰创投。
- 2013年12月，完成金额为2,000万美元的B轮融资，由光速安振中国领投，蓝驰创投和经纬中国跟投。
- 2016年1月，完成1亿美元的C轮融资，由两家人民币基金领投，蓝驰创投跟投。
- 2017年6月，完成10.8亿的D轮融资。